# Orazio Gaigher

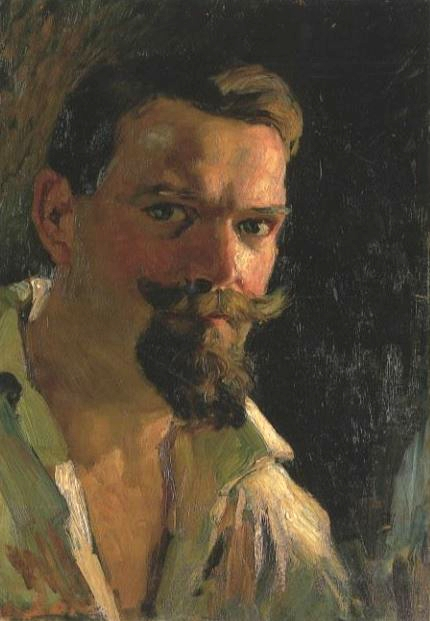
Selbstporträt

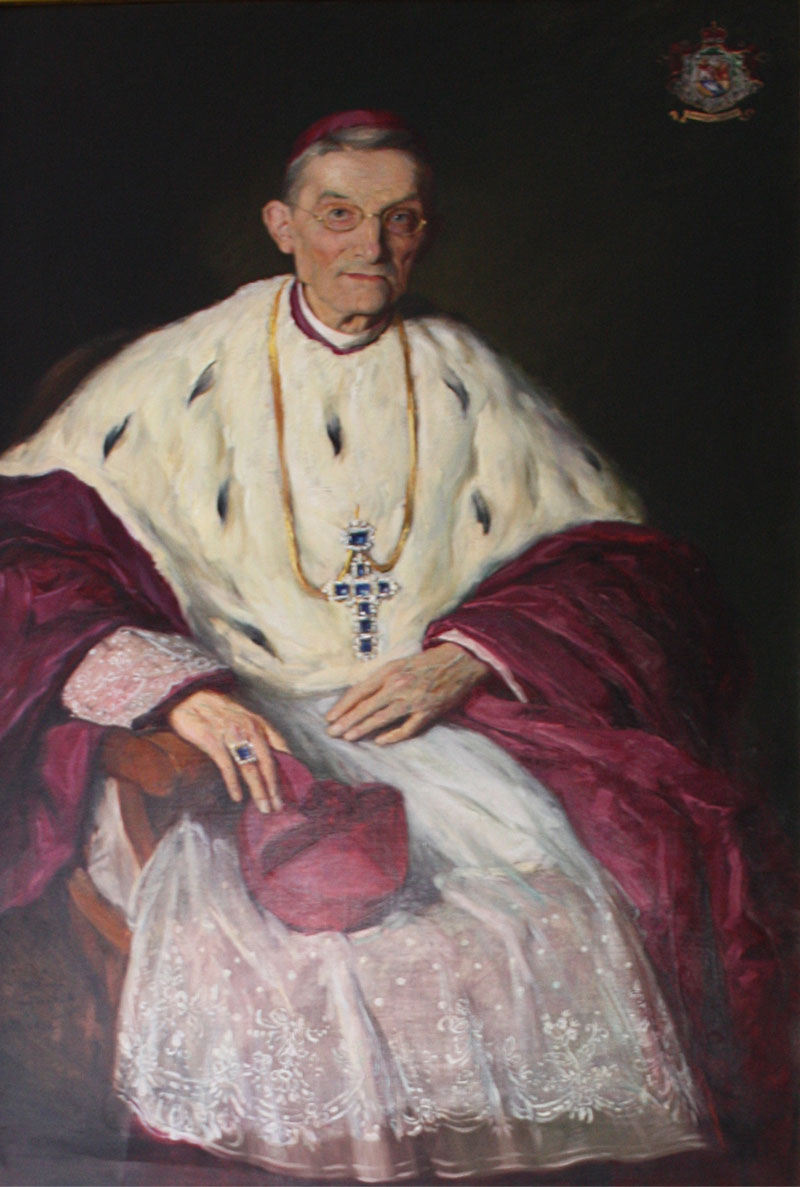
Bischof Franz Egger (1914)

Ex libris für Franz Egger (1914)

Orazio Gaigher, auch Horazio, Horatius, (geboren 20. April 1870 in Levico, Österreich-Ungarn; gestorben 17. Mai 1938 in Meran, Italien) war ein österreichisch-italienischer Maler.

## Leben
Orazio Gaigher studierte Medizin in Innsbruck und arbeitete nach der Promotion als praktischer Arzt in Salzburg. Der Maler Hubert von Herkomer war sein Patient und beeinflusste ihn, 1901 den Arztberuf aufzugeben und seinem bis dahin autodidaktisch erprobten Talent als Maler bei ihm in London nachzugehen. Mit Herkomer machte er auch eine Spanienreise und war von Diego Velázquez beeindruckt. In Paris wurde er von Jules-Joseph Lefebvre, Tony Robert-Fleury und Eugène Carrière unterrichtet, und er freundete sich dort mit dem Trientiner Romualdo Prati an. 1907 hielt er sich in Rom auf. Er wohnte und arbeitete nun sommers in Madonna di Campiglio und winters in Meran, wo er das Kunstleben förderte und zum Vorstand des örtlichen Künstlerbundes aufrückte. 1915 bekam er auf der Weltausstellung San Francisco eine Goldmedaille für Porträts der Päpste Pius X. und Benedikt XV. 1928 bis 1930 hielt er sich in Patagonien auf. Neben Porträts, Genrebildern, Altarbildern und Südtiroler Landschaften zeichnete und radierte er und fertigte Exlibris. Auch an den faschistischen Kunstbiennalen nahm er mehrfach teil.

## Illustrationen
- Attilio Catterina: Die Bruchoperation nach Bassini. Mit 16 (15 farb.) Tafeln nach Bildern von Horatius Gaigher. Urban & Schwarzenberg, Berlin 1933.